# Hiroshi Hayano
Hiroshi Hayano (早野 宏史 Hayano Hiroshi?), född 14 november 1955 i Kanagawa prefektur, är en japansk före detta fotbollsspelare och tränare.
Hayano började sin karriär 1978 i Nissan Motors. Med Nissan Motors vann han japanska cupen 1983 och 1985. Han avslutade karriären 1986.
Hayano har efter den aktiva karriären verkat som tränare och har tränat J1 League-klubbar, Yokohama F. Marinos, Gamba Osaka och Kashiwa Reysol.